# Декольте

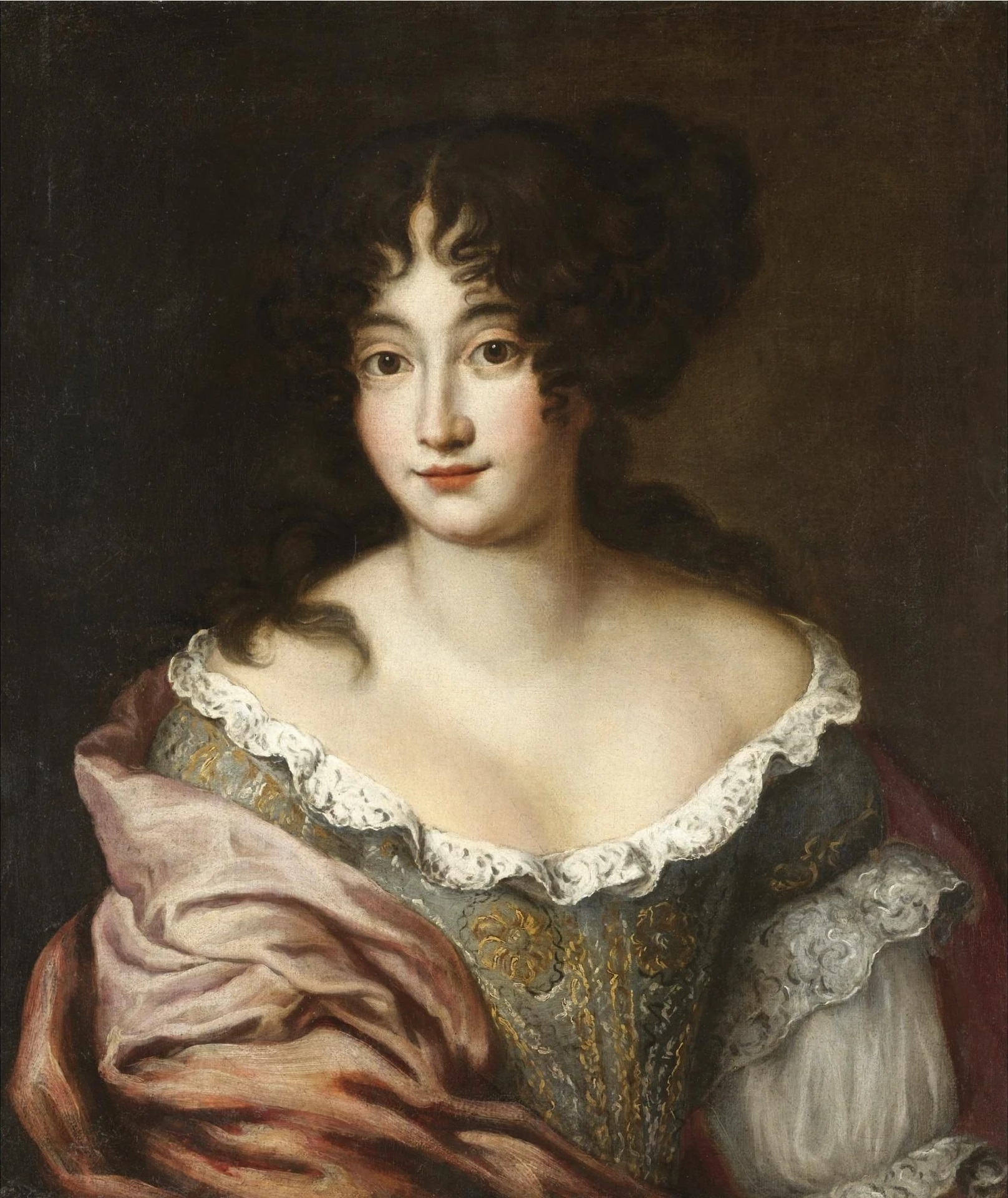
Портрет, XVII век

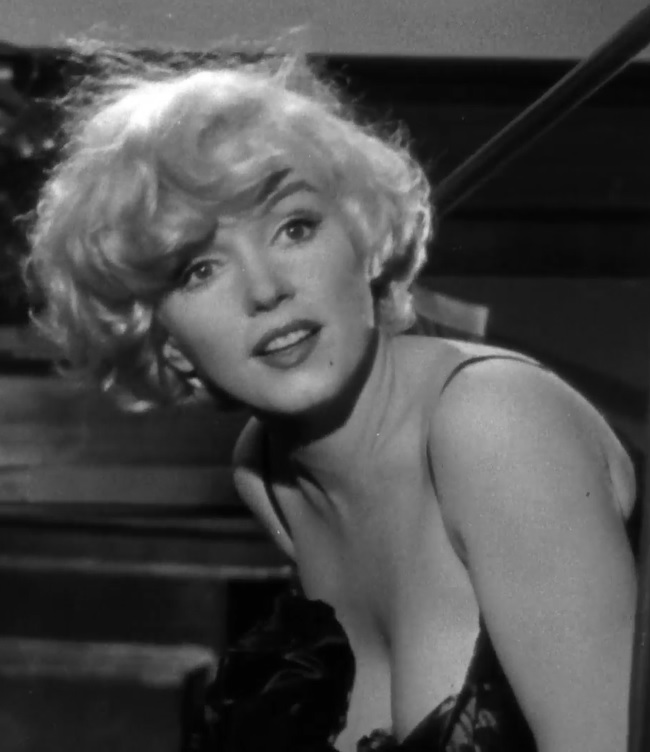
Мэрилин Монро в фильме «В джазе только девушки»

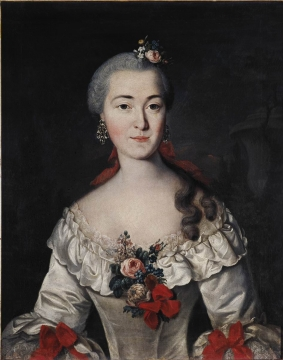
Портрет Марии Ивановны Татищевой работы Давида Людерса (1759)
Москва, Государственная Третьяковская галерея

Декольте́ (фр. Décolleté, «с отсечённой шеей, без шеи») — глубокий вырез в женской одежде, частично открывающий плечи и грудь с эстетическими и эротическими целями. Часто путают с кливиджем.

## История
Появление декольте связано с развитием портновского искусства: одежда из неэластичных тканей за счёт кроя стала прилегать к телу, застёгиваться на пуговицы, однако, начала больше стеснять движения. Это привело к тому, что ранее наглухо закрытые жилетки стали открывать сначала шею, а потом и грудь. Часто поверх закрытой одежды знатные женщины надевали сюрко (верхнюю одежду с рукавами или без них, с большим декольте, подчёркивающую стройность талии, ширину бёдер и пластичность груди).
Декольте в современном понимании этого слова появилось в XIV веке, в Бургундии, при дворе Изабеллы Баварской. Одежда стала ещё более прилегать к телу, в женской одежде за счёт высокой талии грудь высоко поднята и выступает вперёд, глубокий V-образный вырез уменьшает лиф платья и иногда прикрывается нижней рубашкой (собственно, образуя декольте). Кроме того, в это время декольте начинает открывать не только грудь, но и спину.
Мода того времени осуждалась блюстителями нравов, тем не менее, в эпоху Ренессанса декольте сохранились, стали обычной деталью женского платья. Однако, при испанском дворе во времена маньеризма декольте было принято скрывать широкими кружевными воротниками.
В последующее время модная форма декольте часто менялась, чаще всего это зависело от новой прихоти фавориток королей. Декольте часто украшали лентами, кружевом, бантами, пудрой.
В XIX веке декольте уменьшилось, особенно у дневных платьев. Возник двойной стандарт: дневное платье обязано было быть скромным, вечернее могло считаться пристойным, несмотря на декольте.
В период между мировыми войнами мода сильно изменилась. Вследствие отказа от корсетов и введения в моду бюстгальтеров, не приподнимавших и сплющивающих грудь, декольте перешло на спину, где становилось всё более глубоким.
В 1930-х годах мода на декольте была временно вытеснена модой на платья на бретельках (при этом их верх был своеобразной разновидностью декольте), в начале 1940-х годов декольте во всех видах временно вышло из моды. Однако, в 1950-х годах был изобретён бюстгальтер в его современном виде, и декольте вновь стало частой деталью женской одежды.
В ходе сексуальной революции практически исчезли границы дозволенного в декольтировании одежды.
В России кодекс деловой женщины, запрещающий декольте, разрезы, определяющий длину волос и длину юбок, был выработан в 1930—1940-е годы; декольте до сих пор остаётся запретной деталью делового женского костюма. Иногда запрет на декольте вводится и в других областях, например, организаторы Уимблдонского теннисного турнира запретили спортсменкам участие в декольте и мини-юбках.

## Интересные факты
- Метресса Карла VII, Агнесса Сорель, довела идею декольте до полного (не считая прозрачной лёгкой ткани) открытия одной из грудей, что впервые продемонстрировала на своём публичном покаянии. В истории это осталось под названием moult belle contrition de ses péchés — «прекраснейшее сокрушение о своих грехах Агнессы Сорель»[9].
- Екатерина Медичи, оказавшая сильное влияние на современную моду, придумала способ обмануть борцов за нравственность: при дворе носили платья, пристойно доходящие до шеи, с вырезанными в области декольте «окошками»[2].
- Анжелика де Фонтанж стала украшать декольте мушками после того, как её пыталась отравить соперница и кожу на груди испортил яд[2].